# فرودگاه بین‌المللی بولینگبروکس کلو
فرودگاه بین‌المللی بولینگبروکس کلو (به انگلیسی: Bolingbrook's Clow International Airport) یک فرودگاه همگانی بهره‌برداری هوایی است که یک باند فرود آسفالت دارد و طول باند آن ۱۰۲۵ متر است. این فرودگاه در کشور ایالات متحده آمریکا قرار دارد و در ارتفاع ۲۰۴ متری از سطح دریا واقع شده‌است.